# Omer Bodson
Pour les articles homonymes, voir Bodson.

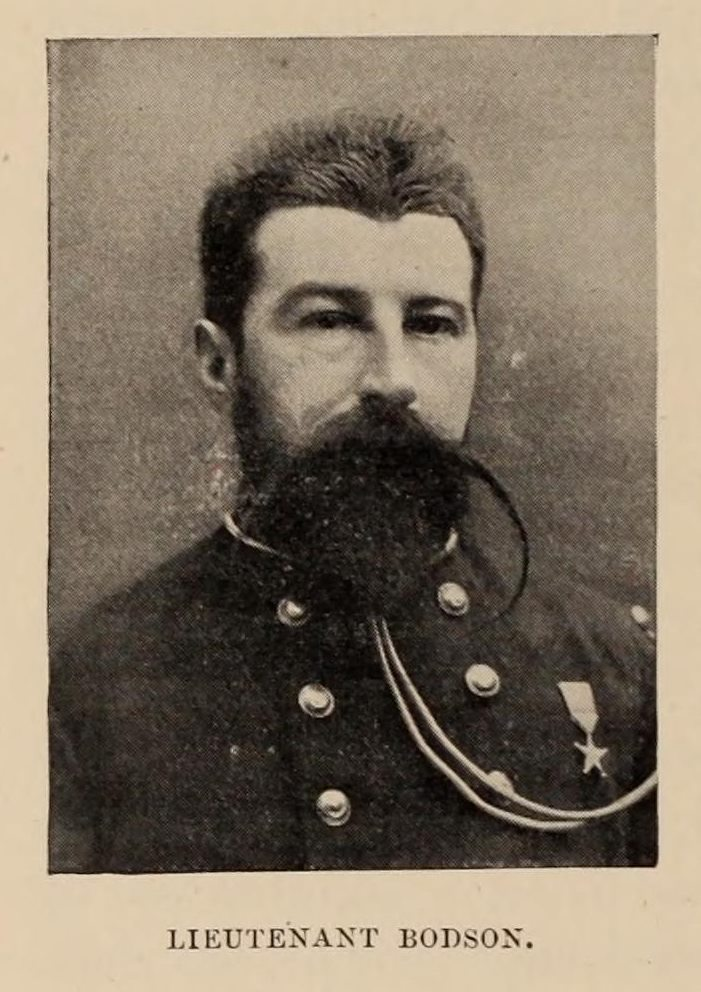
Photographie de Bodson dans Congo State de Demetrius C. Boulger (1898).

Omer Bodson (5 janvier 1856 - 20 décembre 1891) est l'officier belge qui a abattu M'Siri, roi de Garanganze (Katanga) le 20 décembre 1891 à Bunkeya, dans l'actuelle République démocratique du Congo. Bodson a ensuite été tué par l'un des hommes de M'Siri. 

## Carrière militaire
Oscar Pacifique Guillaume Joseph Bodson est né à Anvers le 5 janvier 1856. Il a officié dans l'armée belge, s'illustrant notamment en participant à la répression sanglante de la révolte sociale de 1886 à Liège, pour laquelle il recevra les remerciements personnels du roi Léopold Il. Il a ensuite rejoint les forces militaires de l'État indépendant du Congo au service du roi Léopold II en 1887. Il a été stationné à Mateba puis à Stanley Falls où il a participé à l'Expédition de secours à Emin Pacha. Lors de celle-ci, il a jugé en cour martiale un soldat africain nommé Sanga qui avait tiré sur le major Barttelot (chef de la colonne arrière de cette expédition) alors que ce dernier menaçait sa femme avec un revolver lors d'une fête traditionnelle. 
Bodson revient en Belgique en 1889 en tant que capitaine des carabiniers belges. 

## L'expédition Stairs et le meurtre de M'Siri
Bodson a été nommé commandant en second de l'expédition Stairs envoyée par l'État indépendant du Congo pour prendre possession du Katanga. Après l'échec des négociations visant à forcer M'Siri à reconnaitre la souveraineté de Léopold II, le chef de l'expédition, le mercenaire canadien William Stairs, envoie Bodson et le marquis Christian de Bonchamps arrêter M'Siri. 
Celui-ci, méfiant, se réfugie dans le village fortifié de Munema. Malgré les avertissements de Bonchamps concernant les dangers de l'opération, Bodson décide de pénétrer à l'intérieur accompagné de seulement dix askaris afin de débusquer M'Siri, tandis que Bonchamps et les autres askaris attendent à l'extérieur. Bodson trouve M'Siri assis devant une grande hutte et trois cents hommes derrière lui, armés de mousquets. Bodson dit qu'il vient le chercher pour le ramener auprès de Stairs. Le roi ne répond pas mais se met en colère, mettant la main sur son sabre (un cadeau de William Stairs). Bodson tire sur lui à trois reprises. En réplique, un des fils de M'Siri, Masuka, touche Bodson à l'abdomen et à la colonne vertébrale avec un tir de mousquet. Bodson décèdera quelques jours plus tard de ses blessures,. 

## Conséquences
Bodson a été enterré à Bunkeya et lorsque Moloney (le médecin de l'expédition Stairs) est retourné à Londres en 1892, le roi Léopold était toujours engagé dans une campagne pour légitimer la revendication de son État libre du Congo sur le Katanga selon le "principe d'effectivité" de la Conférence de Berlin. Pour cela, une justification du meurtre de M'Siri s'avérait nécessaire. Les comptes rendus européens de la mort de M'Siri, basés sur le rapport officiel de Stairs et les écrits de Moloney, ont donc mis l'accent sur la légitime défense comme motif, affirmant que M'Siri était un tyran sanguinaire,.